# مدل مارکوف بیشینه آنتروپی
در یادگیری ماشینی مدل مارکوف بیشینه آنتروپی (به انگلیسی: maximum-entropy Markov model) (MEMM) یا conditional Markov model (CMM) مدلی است که ویژگی های مدل پنهان مارکف و مدل بیشینه آنتروپی را با هم ادغام می کند. 